# Dorcadion bremeri
Dorcadion bremeri är en skalbaggsart som beskrevs av Stefan von Breuning 1981. Dorcadion bremeri ingår i släktet Dorcadion och familjen långhorningar. Inga underarter finns listade i Catalogue of Life.